# 중국연방주의
중국연방주의란 중화인민공화국 중앙정부가 연방주의 형태로 지역 주체와 주권을 공유해야 한다는 정치이론이다. 이 제안은 20세기 초 청나라 말기와 관련하여 이루어졌고, 최근에는 중앙 정부의 권력을 견제하고 중국 본토, 대만, 홍콩, 마카오 및 기타 잠재적인 정치 주체(중국 본토 지역 포함) 간의 관계를 청산하려는 목적으로 이루어졌다.
중국의 공식 지도력 2위였던 우방궈는 2011년 중국에는 연방 체제가 없을 것이라고 말했다. [이런 일이 발생한다면] 국가가 내부 무질서의 나락으로 빠져들 가능성이 있다."고 말했다.

## 같이 보기
- 양안통일
- 양안 관계
- 연방주의
- 중화인민공화국 정부
- 중화민국 정부
- 일국양제